# Cathleen Schine
Cathleen Schine (1953) es una escritora estadounidense. 
Su primer libro fue Alice in Bed (1983), que fue seguido por To the Birdhouse (1990), The Love Letter (1995) y The Evolution of Jane (1998). The Love Letter fue adaptada al cine en 1999. Rameau's Niece fue filmada como The Misadventures of Margaret, protagonizada por Parker Posey. She Is Me fue lanzada en noviembre de 2005 y The New Yorkers a principios de 2007. Su novela The Three Weissmanns of Westport, publicada en febrero de 2010, fue calificada como "compulsivamente legible" por Publishers Weekly. Fin & Lady se publicó en 2013. 
Schine también escribió una serie dominical para The New York Times Sunday Magazine, The Dead and the Naked, que comenzó el 9 de septiembre de 2007. Un personaje, Miss Skattergoods, también aparece en The Love Letter. Schine también es una ensayista y crítica literaria cuyo trabajo aparece con frecuencia en The New York Review of Books, The New Yorker y otras publicaciones. Su ensayo "Dog Trouble", que se publicó originalmente en The New Yorker, se incluyó en The Best American Essays of 2005. Su novela They May Not Mean To, But They Do fue publicada en 2016. 
La crítica Leah Rozen en la revista People la llamó "la judía Jane Austen moderna".
Su exmarido es el crítico de cine neoyorquino David Denby. Se separaron tras 18 años de matrimonio.